# Raionul Iuriivka, Dnipropetrovsk
Iuriivka (în ucraineană Юр`ївський район, transliterat: Iuriivskîi raion) este un raion în regiunea Dnipropetrovsk, Ucraina. Reședința sa este așezarea de tip urban Iuriivka.

## Demografie
Componența lingvistică a raionului Iuriivka
     Ucraineană (92,81%)
     Rusă (5,98%)
     Alte limbi (0,71%)
Conform recensământului din 2001, majoritatea populației raionului Iuriivka era vorbitoare de ucraineană (92,81%), existând în minoritate și vorbitori de rusă (5,98%).